# Mamburao
Mamburao là một đô thị hạng 3 ở tỉnh Occidental Mindoro, Philippines. Đây là thủ phủ của Occidental Mindoro. Theo điều tra dân số năm 2000, đô thị này có dân số 30,378 người trong 6.259 hộ.

## Barangay
Mamburao được chia thành 15 barangay.
- Balansay
- Sta. Fatima (Tii)
- Payompon (Poblacion 9)
- San Luis (Ligang)
- Talabaan
- Tangkalan
- Tayamaan
- Poblacion 1
- Poblacion 2
- Poblacion 3
- Poblacion 4
- Poblacion 5
- Poblacion 6
- Poblacion 7
- Poblacion 8